# Aussichtsturm Stuttgart-Degerloch

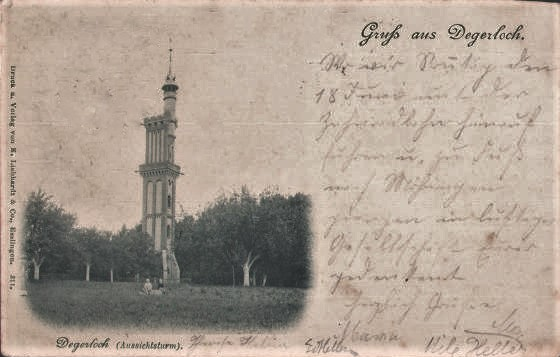
Der Aussichtsturm auf einer Postkarte von 1899

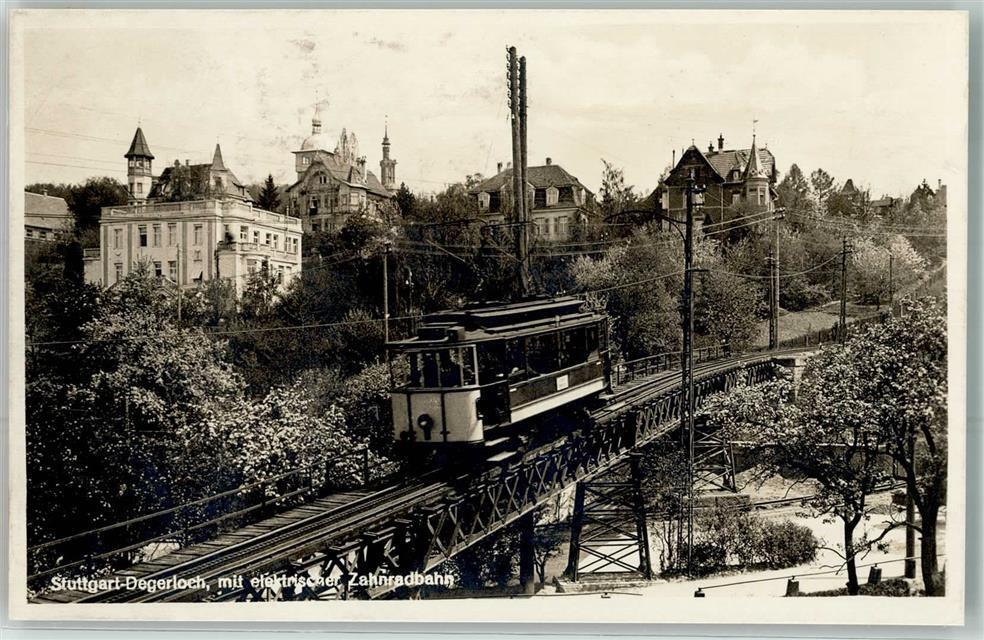
Im Hintergrund gut zu sehen der Aussichtsturm in der heutigen Nägelesstraße in Degerloch

Der Aussichtsturm Stuttgart-Degerloch war ein 47 Meter hoher Aussichtsturm in Stuttgart-Degerloch. Er wurde 1885/86 vom Degerlocher Ziegeleibesitzer Karl Kühne erbaut und war ein gemauerter Aussichtsturm, der verschiedene Stile beinhaltete. Entworfen von den Architekten Eisenlohr und Weigle -Stuttgart. Der Aussichtsturm wurde während des Zweiten Weltkriegs am 20. April 1943 gesprengt, weil es hieß, er würde feindlichen Bombern als optische Navigationshilfe dienen.